# 加马列亚2019冠状病毒病疫苗
衛星V（又譯衛星五號）是由俄罗斯加马列亚流行病与微生物学国家研究中心开发的2019冠状病毒病疫苗，于2020年8月11日由俄罗斯联邦卫生部注册，俄罗斯定价每剂疫苗大约10美元。

## 疫苗名称
该疫苗以苏联1957年发射的世界第一颗人造卫星斯普特尼克1号（Sputnik-1）命名。商品名的「V」僅是字母，並非羅馬數字的「5」。俄罗斯直接投资基金首席执行官基里尔·德米特里耶夫表示，疫苗名称中的“V”意为“战胜COVID-19”（“Victory over COVID-19”）。

## 疫苗作用
疫苗是用两种不同的人腺病毒载体——Ad5和Ad26进行首次和二次注射，以增强疫苗作用。由SARS-CoV-2中提取了遗传物质成分，该成分编码了S蛋白（一种构成冠状病毒的蛋白质，负责与人体细胞结合）的结构信息，并将其插入到已经熟悉的腺病毒载体中，输送到人体细胞中，从而制造出世界上第一个冠状病毒SARS-CoV-2疫苗。由于使用基于Ad5和Ad26两型人腺病毒的两种不同的载体，且分两次单独注射，可使身体产生更为有效的免疫应答。而如果采用同一载体，免疫系统会触发防御机制，第二次注射时可能会对疫苗产生排斥。

## 实验过程
2020年11月11日，俄罗斯直接投资基金会发表的一份声明中，基于16,000名同时接种了两种疫苗的人的结果，第二次接种后的疫苗的有效率达92％。但声明也说，其中一些接种疫苗的人「在注射部位感到疼痛，出现了类似流感的综合症，包括发烧，虚弱，疲劳和头痛」。

## 出口与试验
2020年10月2日，委内瑞拉接受第一批2,000剂的加马列亚COVID疫苗，进行疫苗临床试验第三阶段。
2020年11月27日，俄罗斯直接投资基金会宣布与印度制药公司Hetero达成协议，在2021年生产超过1亿剂加马列亚COVID疫苗。
2020年12月5日，俄罗斯将疫苗首先提供给医务人员以及为医院服务的工作人员、教师以及社会工作者注射，开启了全民注射疫苗的第一阶段。
2021年，俄罗斯直接投资基金会向三间中国公司——深圳源兴基因技术、西藏药业和华兰生物签署协议，在中国大陆生产加马列亚COVID疫苗。

## 名人接种
俄罗斯总统普京与他的女儿曾接种过该疫苗。2021年5月24日，玻利维亚总统卢乔·阿尔塞也接种过该疫苗。

## 有效性
俄罗斯直接投资基金会和加马列亚流行病与微生物学国家研究中心临时临床试验数据显示，加马列亚COVID疫苗在第28天有效率为91.4％，在第42天有效超过95％。
阿根廷總統阿尔韦托·费尔南德斯於2021年2月11日接種第二劑加馬列亞COVID疫苗後，卻於同年4月2日宣佈確診2019冠狀病毒病。

## 争议

### 疫苗及早推出引发的争议
相比于美国，中华人民共和国和欧盟等其他国家，加马列亚COVID疫苗仅进行了两个月的初步测试和大约80人的注射试验后，俄罗斯使在8月11日以紧急程序跳过最后的第三期临床试验阶段，快速注册作为世界上第一个2019冠狀病毒病疫苗，并计划于2020年底分发疫苗，受到世界各地科学家的质疑和反对。
根据世卫组织截至7月31日最新发布的报告，全球共有165支候选疫苗正积极研发，其中139支仍处于临床前评估阶段，其他26支进入不同阶段人体试验，当中6支疫苗进度超前，进入第3期临床试验。
科学界和医疗学家担忧的是，如果在没有适当测试安全性，有效性和剂量的情况下及早引入疫苗，可能会给人群接种不安全或无效的疫苗。而一些研发中的2019冠狀病毒病疫苗的第二期临床试验排除了肥胖者，患有慢性疾病的人和孕妇。但是，这些都是将来应该能够接种疫苗的人群。医疗学家认为有必要进行更多的研究，包括第三期临床试验，以发现疫苗是否可在普通人群中使用。

### 道德争议
俄罗斯匆忙推出加马列亚COVID疫苗不仅使人们产生不信任疫苗、质疑整个疫苗接种和公共卫生系统的情况。俄罗斯世界临床试验机构协会（ACTO）敦促俄卫生部延迟批准疫苗使用，直至第三阶段试验完成。

### 美國制裁
2020年8月27日，由於被指正研究生化武器，美国商务部宣布制裁參與研发疫苗的俄罗斯国防部科研所等5家俄罗斯医学研究机构，将其列入出口管制实体清单。但加马列亚流行病与微生物学国家研究中心没有被列入黑名单。